# Isaac Titsingh
Isaac Titsingh (Amsterdam, 10 de gener del 1745 - París, 2 de febrer del 1812) fou un cirurgià, erudit, agent comercial i ambaixador holandès. Titsingh fou elegit membre de la Royal Society el 1797; i la carta de la seva nominació ha estat penjada per un altre membre en la pàgina web de la Royal Society. Els signants de la carta de nominació són: William Marsden, Henry Cavendish, Admiral John Dalrymple, José Correa de Serra, Maxwell Garthshore, William Larkins, John Lloyd, Henry Crathorne, Sir Charles Wilkins.
Titsingh dugué a terme una extensa carrera a l'est d'Àsia, com a funcionari de la Companyia Holandesa de les Índies Orientals (la Vereenigde Oostindische Compagne o VOC). Ell representà de forma oficial i exclusiva la companyia comercial en els seus contactes amb el shogunat Tokugawa del Japó i va viatjar a Edo dues vegades per a tenir audiències amb el Shogun i altres alts funcionaris del bakufu. Posteriorment, va ser el Governador general neerlandès a Chunchura, ciutat de Bengala Occidental. Titsingh col·laborà així mateix amb Charles Cornwallis, el seu complementari com a Governador general de la Companyia Anglesa de les Índies Orientals.
El 1795, Titsingh va representar els interessos holandesos i de la VOC a la Xina, on la seva recepció a la cort de l'emperador [Qianlong], conegut abans com a Chien-lung, va contrastar amb la fredor i el rebuig mostrat a l'ambaixador d'Anglaterra. A la Xina, Titsingh va realitzar una tasca molt eficaç tant com a ambaixador del seu país, com també en el seu rol de representant comercial de la VOC.

## Japó (1779-1784)

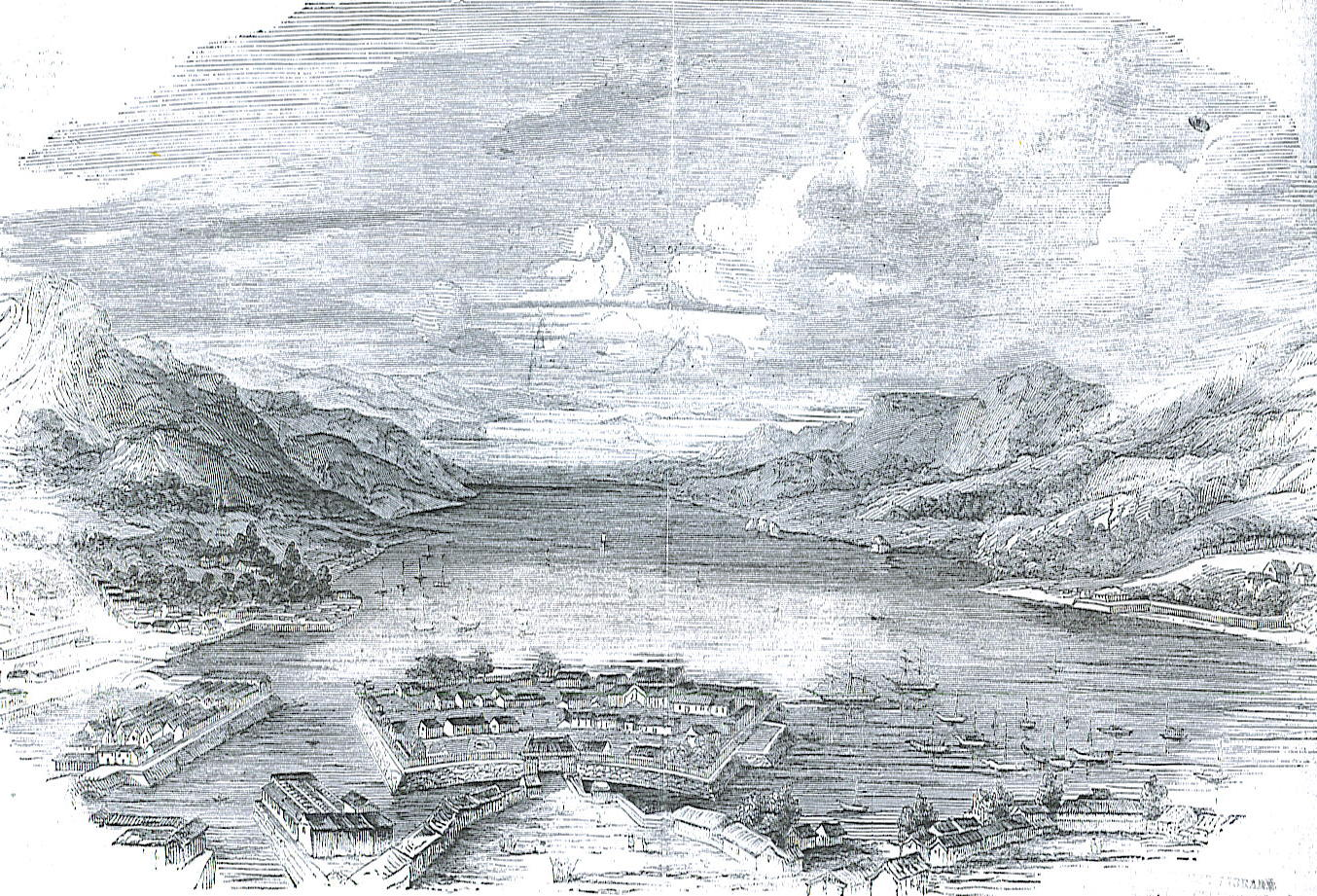
Nagasaki (Japó) i la seva badia. Il·lustració del London News (26 de març, 1853). Era l'únic port obert al comerç amb l'estranger.

Titsingh va ser l'opperhoofd o agent comercial de la VOC al Japó durant els períodes que comprenen 1779-1780, 1781-1783, i 1784. La importància del cap de la VOC al Japó durant aquesta època cobra especial transcendència degut a l'aïllament del Japó.
Durant aquest període, a causa de les activitats proselitistes desenvolupades per religiosos durant els anys anteriors, no es permetia l'entrada o sortida de ciutadans japonesos o europeus de l'arxipèlag japonès, i aquell que violava aquesta llei s'exposava a la pena de mort. L'única excepció a aquesta política de "portes tancades" era la "fàbrica" o parada comercial de la VOC a l'illa de Dejima, a la badia de Nagasaki de l'illa japonesa de Kyūshū.
En aquest entorn controlat, els comerciants de la VOC eren l'única connexió oficial per al comerç i intercanvis científics i culturals. A l'agent de la VOC se li atorgava nominalment un estatus similar al d'un daimyo japonès durant la visita anual obligatòria que havia de realitzar el Shogun a Edo. En aquestes rares oportunitats els contactes informals de Titsingh amb oficials bakufu i estudiosos Rangaku a Edo poden haver estat tan importants com les seves audiències formals amb el Shogun Tokugawa Ieharu.

## India, 1785-1792
El 1785, Titsingh va ser nomenat Director del VOC a Chunchura, Bengala Occidental. Chunchura es troba riu amunt de Calcuta, a la riba del riu Hugli, un dels braços del delta del Ganges. Sembla que allí hi va gaudir de l'ambient intel·lectual de la comunitat europea. Titsingh fou anomenat "el Mandarí de Chunchura" per William Jones, un filòleg i jurista de Bengala.

## Batàvia, 1792-1793
Titsingh va tornar a Batàvia (actualment Jakarta, Indonèsia) inicialment amb el càrrec de Ontvanger-Generaal (Tresorer) i posteriorment Commissaris ter Zee (Comissionat marítim).

## Xina, 1794-1795

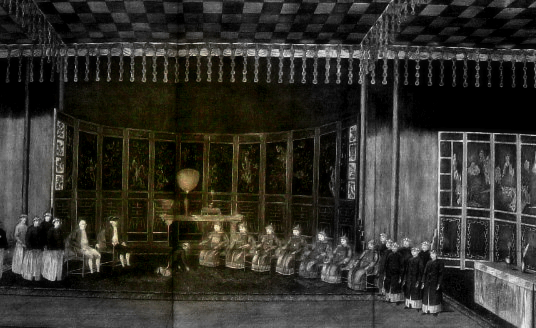
L'única imatge actualment coneguda de Titsingh es troba al llibre de van Braam sobre l'ambaixador Titsingh davant la Cort de l'Emperador Qianlong. Titsingh és l'europeu assegut i amb capell.

Titsingh fou designat l'ambaixador neerlandès davant la Cort imperial xinesa de cara a les celebracions del seixantè aniversari del regnat de l'Emperador Qianlong. A Pequín, la delegació de Titsingh incloïa a Andreas Everardus van Braam Houckgeest i a Chrétien-Louis-Joseph de Guignes, els informes dels quals sobre l'ambaixada davant la Cort xinesa foren publicats als Estats Units i a Europa.
El dur viatge de Titsingh en ple hivern des de Canton fins a Pequín li permeté de veure zones de la Xina inaccessibles fins aleshores als europeus. La comitiva arribà a Pequín a temps per les celebracions del Nou Any. D'acord amb els estàndards xinesos, Titsingh i la seva del·legació foren rebuts amb inhabituals mostres de respecte i honor a la Ciutat Prohibida i després a la Yuang ming yuan (el Vell Palau d'Estiu). A diferència de la infructuosa ambaixada britànica de l'any anterior duta a terme per Lord George Macartney, Titsingh s'esforçà especialment a satisfer les exigències de la complexa etiqueta de la cort imperial, fins i tot en allò relatiu a reverenciar l'Emperador. Ni els xinesos ni els europeus es podien imaginar llavors que aquella seria la darrera aparició d'un ambaixador europeu a la Cort imperial fins després de les Guerres de l'opi del segle següent.

## Retorn a Europa, 1796-1812

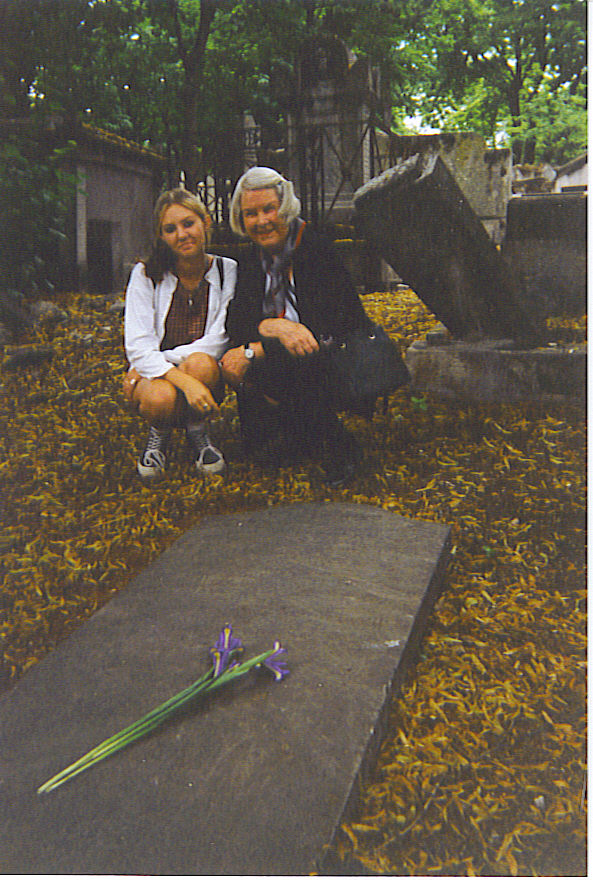
Mary Camper-Titsingh amb la seva neta, Meriah Druliner, al Père-Lachaise — 13 de juliol del 1996

Titsingh va tornar finalment a Europa després d'esdevenir el primer a introduir les singulars matemàtiques Wasan/euclidianes dels sangaku a Occident.
Morí a París el 1812 i es troba soterrat al Cementiri del Père-Lachaise. Sobre la seva làpida hi diu: "Ici repose Isaac Titsingh. Ancien conseiller des Indes hollandaises. Ambassadeur à la Chine et au Japon. Mort à Paris le 2 Février 1812, agé de 68 ans." [Aquí reposa Isaac Titsingh, antic representant de la Companyia Holandesa de les Índies Orientals, Ambaixador a la Xina i al Japó. Mort a París el 2 de febrer del 1812, a l'edat de 68 anys.]

## Llegat

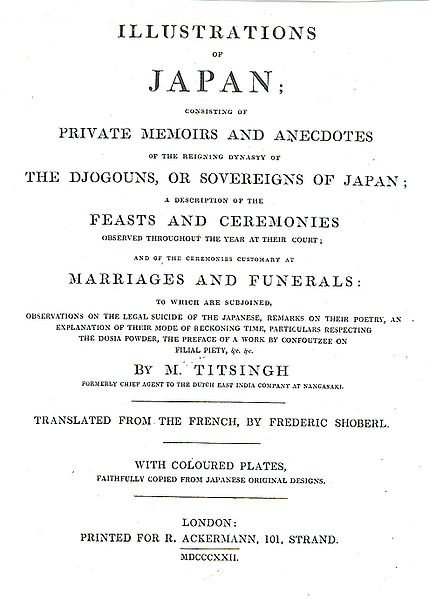
Els treballs de Titsingh proven de situar els japonesos en el context de les seves pròpies narratives. Aquesta portada és de la versió anglesa del 1822 de l'original en llengua francesa que havia estat publicat dos anys abans

Les experiències i les recerques erudites de Titsingh al Japó foren la base dels seus llibres, publicats pòstumament. Els més notables foren:
- Titsingh, Isaac. (1820). Mémoires et Anecdotes sur la Dynastie régnante des Djogouns, Souverains du Japon, avec la description des fêtes et cérémonies observées aux différentes époques de l'année à la Cour de ces Princes, et un appendice contenant des détails sur la poésie des Japonais, leur manière de diviser l'année, etc.; Ouvrage orné de Planches gravées et coloriées, tiré des Originaux Japonais par M. Titsingh; publié avec des Notes et Eclaircissemens Par M. Abel Rémusat. París: Nepveu.[8]

- Titsingh, Isaac. (1822). Illustrations of Japan; consisting of Private Memoirs and Anecdotes of the reigning dynasty of The Djogouns, or Sovereigns of Japan; a description of the Feasts and Ceremonies observed throughout the year at their Court; and of the Ceremonies customary at Marriages and Funerals: to which are subjoined, observations on the legal suicide of the Japanese, remarks on their their poetry, an explanation of their mode of reckoning time, particulars respecting the Dosia powder, the preface of a work by Confoutzee on filial piety, &c. &c. by M. Titsingh formerly Chief Agent to the Dutch East India Company at Nangasaki. Translated from the French, by Frederic Shoberl with coloured plates, faithfully copied from Japanese original designs. Londres: Ackermann.

- Titsingh, Isaac. (1834). [Siyun-sai Rin-siyo/Hayashi Gahō, (1652)] Nipon o daï itsi ran [també conegut com a Nihon Ōdai Ichiran]; ou, Annales des empereurs du Japon, tr. par M. Isaac Titsingh avec l'aide de plusieurs interprètes attachés au comptoir hollandais de Nangasaki; ouvrage re., complété et cor. sur l'original japonais-chinois, accompagné de notes et précédé d'un Aperçu d'histoire mythologique du Japon, par M. J.  Klaproth. París: Oriental Translation Fund of Great Britain and Ireland. —Dos exemplars d'aquest llibre estrany es troben disponibles a la xarxa: (1) el de la llibreria de la Universitat de Michigan, digitalitzat el 30 de gener del 2007; i (2) el de la llibreria de la Universitat Stanford, digitalitzat el 23 de juny del 2006. Cliqueu aquí per llegir el text original en francès.